# 티모르관박쥐
티모르관박쥐(Rhinolophus montanus)는 관박쥐과에 속하는 박쥐의 일종이다. 동티모르의 토착종이다. 수집된 표본은 완모식 표본 한 점이 유일하기 때문에 티모르관박쥐에 대해 알려진 정보는 제한적이다.

## 서식지
표본은 동티모르의 해발 약 1,220m 높이의 동굴에서 수집되었다.

## 보전 등급
티모르관박쥐의 생존을 위협하는 요인은 알려져 있지 않다. 그러나 수집된 일부 정보에 의하면, 동티모르의 환경 문제 때문에 거의 멸종 위협 상태에 있는 것으로 추정된다.